# Felix Victor Birch-Hirschfeld

Felix Victor Birch-Hirschfeld

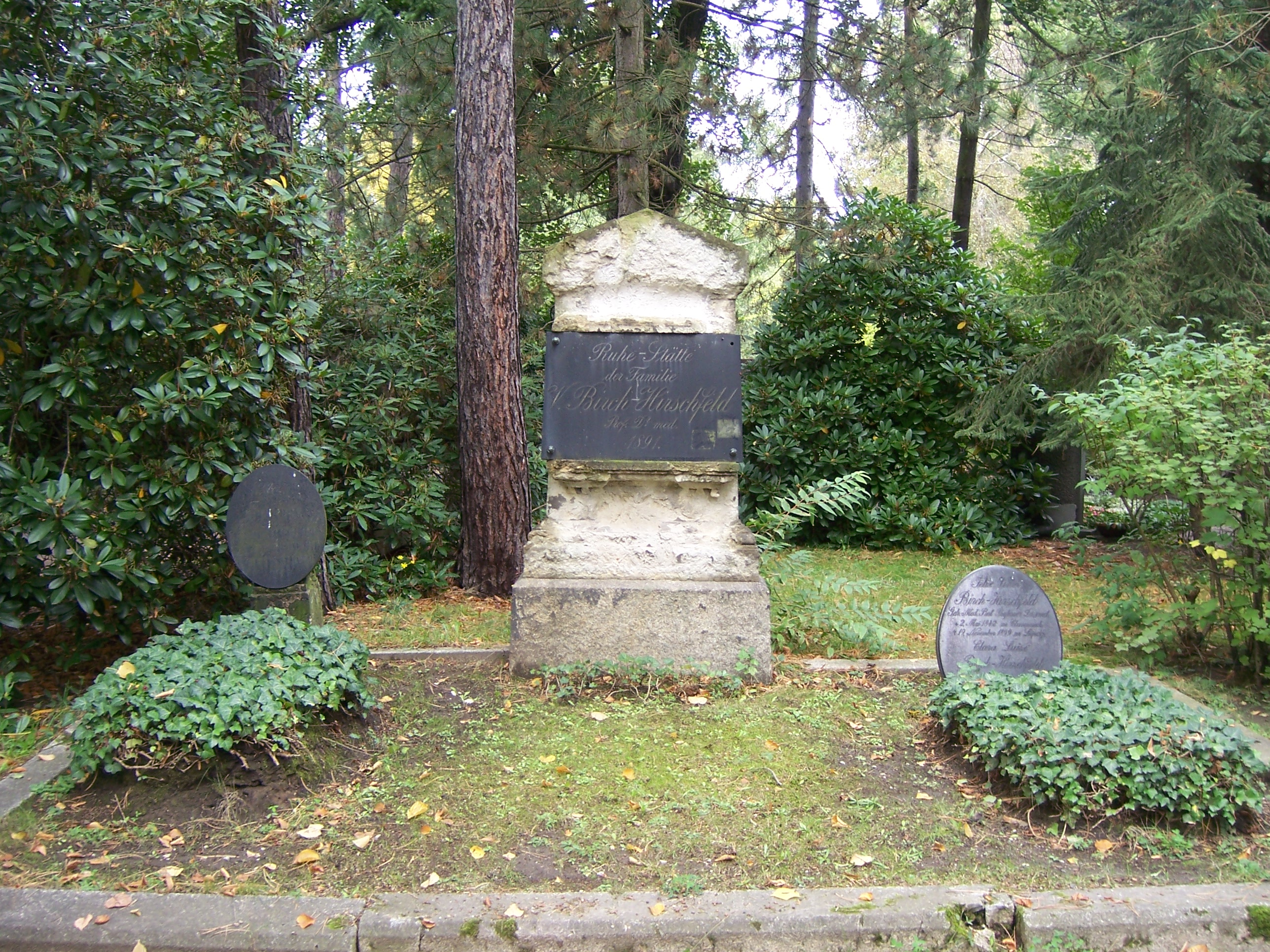
Grabstätte Felix Victor Birch-Hirschfeld auf dem Südfriedhof in Leipzig

Felix Victor Birch-Hirschfeld (* 2. Mai 1842 in Cluvensieck bei Rendsburg; † 19. November 1899 in Leipzig) war ein deutscher Mediziner.

## Leben
Birch-Hirschfeld studierte an der Universität Leipzig, u. a. bei Carl Reinhold August Wunderlich und Ernst Leberecht Wagner. 1885 wurde er Nachfolger von Julius Friedrich Cohnheim auf dem Lehrstuhl für Pathologische Anatomie in Leipzig.
Er lieferte bedeutende Beiträge auf dem Gebiet der Bakteriologie, wobei die Tuberkulose sein Spezialgebiet war. Als Vertreter der Leipziger Universität war er vom 16. Januar 1890 bis zu seinem Tod Abgeordneter der I. Kammer des Sächsischen Landtags.
Birch-Hirschfeld wurde zunächst Mitglied der Freimaurerloge Ferdinand zum Felsen in Hamburg, später dann der Loge Zum goldenen Apfel in Dresden, deren Meister vom Stuhl er zeitweilig war.
Er war Bruder des Romanisten Adolf Birch-Hirschfeld (1849–1917). Sein Sohn Arthur Birch-Hirschfeld (1871–1945) war Professor für Ophthalmologie in Königsberg. Die Diözesanarchivarin für Bistum Ermland Dr Anneliese Triller (1903–1998) war seine Enkelin.

## Schriften
- Die Entstehung der Gelbsucht neugeborener Kinder. Virchows Archiv für pathologische Anatomie und Physiologie und für klinische Medizin, Berlin, LXXXVII.
- Die Skrophulose. In: Hugo Wilhelm von Ziemssen et al.: Handbuch der speciellen Pathologie und Therapie. Volume XIII; 2nd edition.
- Über die Krankheiten der Leber und Milz. In: Carl Jakob Adolf Christian Gerhardt (1833–1902): Handbuch der Kinderkrankheiten. Band IV, 2. (6 Bände. Tübingen, H. Laupp, 1877–1893).
- Lehrbuch der pathologischen Anatomie. Leipzig, 1877; 2. Aufl., 1882/83; 5. Aufl., 1896/97.
- Übergang von Tuberkelbazillen aus dem mütterlichen Blut auf den Fötus. Ziegler’s Beiträge zur pathologischen Anatomie und zur allgemeinen Pathologie, Jena, 1890.
- Über den Sitz und die Entwicklung der primären Lungentuberkulose. Deutsches Archiv für klinische Medizin, Leipzig, 1899, LXIV.
- Grundriss der allgemeinen Pathologie. Leipzig, 1892.
- Embryonale Drüsengeschwulst der Nierengegend im Kindesalter mit Doderlein,A; in: Sex Organe. 1894;3:88.
- Beiträge zu Albert Eulenburgs Real-Encyclopädie der gesammten Heilkunde. Erste Auflage.
  - Band 1 (1880) (Digitalisat), S. 275–284: Amyloidentartung, Amyloidkörper.
  - Band 2 (1880) (Digitalisat), S. 689–710: Carcinom.
  - Band 3 (1880) (Digitalisat), S. 258–266: Chondrom; S. 537–541: Cryptorchismus; S. 570–574: Cylindrom.
  - Band 4 (1880) (Digitalisat), S. 217–221: Drüsengeschwulst.
  - Band 5 (1881) (Digitalisat), S. 260–263: Fibrom.
  - Band 7 (1881) (Digitalisat), S. 339–343: Keloid.
  - Band 8 (1881) (Digitalisat), S. 302–307: Lipom; S. 445–449: Lymphom; S. 688–690: Melanom.
  - Band 9 (1881) (Digitalisat), S. 390–396: Myom; S. 401–406: Myxom.
  - Band 10 (1882) (Digitalisat), S. 209–215: Osteom; S. 310–313: Papillom.
  - Band 11 (1882) (Digitalisat), S. 95–97: Psammom; S. 670–681: Sarcom.
- Zweite Auflage.
  - Band 1 (1885) (Digitalisat), S. 192–197: Adenom.